# Prayer for Peace
Prayer for Peace ist das erste Studioalbum von Trevor Watts’ Gruppe Amalgam mit Jeff Clyne bzw. Barry Guy und John Stevens. Die am 20. April 1969 in den Advision Studios in London entstandenen Aufnahmen erschienen 1969 auf Transatlantic Records. Nach einer ersten Ausgabe auf Compact Disc 2002 bei FMR Records wurden die Aufnahmen 2010 bei NoBusiness Records auf Langspielplatte in klanglich restaurierter Form wiederveröffentlicht.

## Hintergrund
Ende der 1960er-Jahre befand sich der britische Jazz in einem Zustand des Wandels, notierte Peter Marsh; er nahm neue Formen an, beeinflusst von der US-amerikanischen Avantgarde, europäischer Improvisation und auch von der Rockmusik, und brachte Bands wie Keith Tippetts Centipede, Nucleus und Trevor Watts‘ Amalgam hervor. Der Altsaxophonist Watts war neben dem Schlagzeuger John Stevens auch die treibende Kraft hinter dem legendären Spontaneous Music Ensemble. Während diese Gruppe den Post-Coltrane-Jazz weiter in die klanglichen Landschaften dessen vordrang, was später als „freie Improvisation“ bezeichnet wurde, bewegte sich Amalgam im Laufe ihrer dreizehnjährigen Geschichte eher auf einem melodischem, weniger intellektuellem Terrain, so der Autor. Die Musik von Amalgam war außerdem pulsgetriebener und basierte zunächst auf akustischem Ausdrucksformen im Free-Jazz-Stil mit thematischem Material, das von Watts komponiert wurde, schrieb Dave Lynch in Allmusic.
Amalgam trat erstmals 1968 als Trio von Trevor Watts mit dem Bassisten Jeff Clyne und dem Schlagzeuger John Stevens auf (in einem Konzert, in dem das Spontaneour Music Ensemble Yoko Ono als Gast hatte). Am 6. Dezember 1968 kam es bereits zu einem Auftritt in der BBC – diesmal als Quartett mit dem Pianisten Pete Lemer.
Das 1969 erschienene Debütalbum Prayer for Peace erschien ursprünglich als Doppelalbum beim Transatlantic-Label (Heimat von britischen Folkmusikern und Pentangle) und entstand im Wesentlichen in der Kernformation von Trevor Watts mit dem Bassisten Jeff Clyne und John Stevens am Schlagzeug, die auch die nächsten Jahre Bestand hatte. Beim Titelstück spielte allerdings Barry Guy anstelle von Clyne. Mitte der 1970er Jahre arbeitete Watts in Amalgam meist in Quartett- und Quintettbesetzungen mit anderen Musikern.

## Titelliste
- Amalgam: Prayer for Peace (Transatlantic Records TRA 196; FMR Records FMRCD 96; NoBusiness Records NBLP 16)[4]

1. Tales of Sadness 14:36
2. Judy’s Smile I 9:58
3. Judy’s Smile II 10:12
4. Judy’s Smile III 8:46
5. Prayer for Peace 7:36

Die Kompositionen stammen von Trevor Watts. 

## Rezeption
Allmusic verlieh dem Album viereinhalb Sterne. Prayer for Peace sei ein Saxophon-Trio-Album, bei dem Watts‘ kraftvolles Altsaxophon sich über der intuitiv spielenden Rhythmusgruppe aus Schlagzeuger Stevens und Bassist Jeff Clyne lockerte, wobei Guy im elegischen Titelstück als Bassist fungierte – wo er seine beträchtlichen Coll’arco-Fähigkeiten unter Beweis stellte.
Auch wenn man von einem solchen Line-up einen vollen Free-Jazz-Sound erwarten könnte, sei Prayer for Peace größtenteils eine warm klingende, gefühlvolle Sache, voller Raum, Licht und Schatten, schrieb Peter Marsh (BBC). Watts’ fruchtiger Altsaxophon-Stil habe eine von John Coltrane abgeleitete meisterhafte Gravität, gepaart mit etwas von Albert Aylers zitterndem Vibrato, obwohl seine Vorliebe für klare, ununterbrochene Melodielinien an Ornette Coleman erinnere. Das Fehlen eines Harmonieinstruments sei nicht zu spüren, was teilweise an Eddie Offords üppig atmosphärischer Aufnahme liegt, vor allem aber an Clyne, dessen fette, melodische Linien durchweg für warme, unermüdliche Unterstützung sorgten.